# 1960 aux États-Unis
Pour des articles plus généraux, voir Chronologie des États-Unis et 1960.
Chronologie des États-Unis
- 1956
- 1957
- 1958
- 1959
- 1960
- 1961
- 1962
- 1963
- 1964

Cette page concerne des événements d'actualité qui se sont produits durant l'année 1960 du calendrier grégorien aux États-Unis.

## Présidents
- Président : Dwight D. Eisenhower
- Vice-Président : Richard Nixon
- Secrétaire d'Etat : Christian Herter
- Chambre des représentants - Président

## Événements
- 4 janvier : règlement du conflit entre syndicats et patronat dans les aciéries américaines.
- 6 janvier : un Douglas DC-6 de la compagnie  National Airlines s'écrase en Caroline du Nord, faisant 34 morts.
- 13 janvier-19 février : éruption du Kīlauea à Hawaï.
- 1er février : premier « sit-in » d’étudiants Noirs à Greensboro, Caroline du Nord.
- 13 février-10 mai : sit-ins de Nashville.
- 18 février : ouverture des 8e Jeux olympiques d'hiver à Squaw Valley en Californie.
- 24 février-25 avril : opération Sandblast. Première circumnavigation réalisée par un sous-marin en immersion.
- 28 février : création à Atlanta du mouvement des chevaliers du Ku Klux Klan regroupant les mouvements racistes disparates de 17 États méridionaux.
- 10 mars : 17e cérémonie des Golden Globes.
- 1er avril : recensement.
- 1er mai : un avion de reconnaissance américain de type U2 (avion-espion) est abattu au-dessus du territoire soviétique. Le pilote est capturé vivant et les négatifs des sites soviétiques photographiés sont récupérés intacts.
- 2 mai : 5,1 % de chômeurs, dû à la récession partielle que connait le pays.
  - Promulgation du Civil Rights Bill qui étend les dispositions du Civils Right Act de 1957 à la ségrégation en général. La loi donne le droit de vote effectif aux Noirs en instaurant une inspection fédérale des registres électoraux locaux. Mais comme la loi de 1957, son application reste lettre morte faute de sanction.
- 9 mai : légalisation de la pilule anticonceptionnelle sur le territoire américain. La FDA (Food and Drug Administration) approuve la pilule comme moyen contraceptif.
- 11 mai : le président Eisenhower reconnaît publiquement que les États-Unis ont effectué des missions de reconnaissance aérienne au-dessus du territoire soviétique durant les quatre dernières années. Le 15 mai, il annonce que plus aucun vol d'espionnage ne sera fait. L'incident diplomatique international entre les deux pays aboutit à la fin de la "Détente"  et au durcissement des relations Est-Ouest.
- 11 juillet : à la convention nationale des démocrates à Los Angeles en Californie, le sénateur John F. Kennedy est nommé dès le premier tour de vote. C'est le plus jeune candidat à être nommé pour cette élection.
- 15 juillet : discours  d'investiture de John Fitzgerald Kennedy comme candidat à l'élection présidentielle (Nouvelle Frontière).

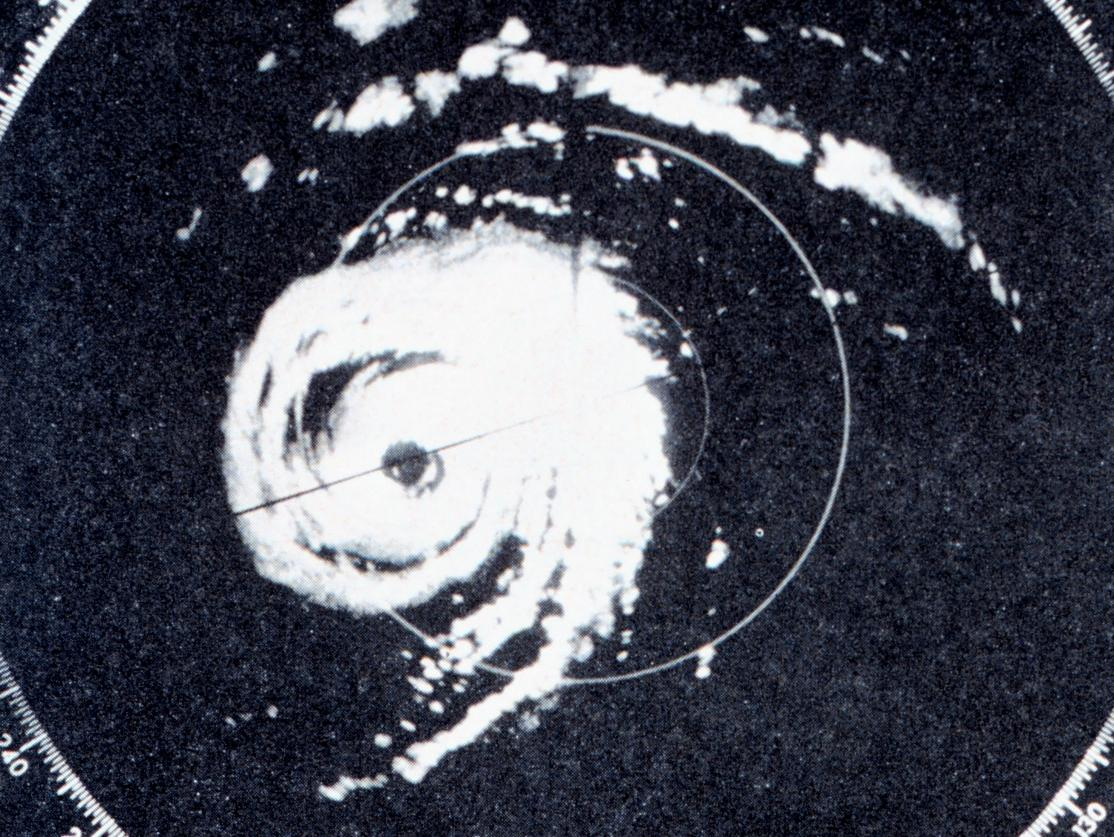
13 septembre : ouragan Donna

- 13 septembre : l'ouragan Donna, considéré comme le plus destructeur par les Américains, tue 30 personnes et laisse derrière lui des milliers de sans-abri sur la côte atlantique, de la Floride au Canada.
- 8 novembre : élection de John Fitzgerald Kennedy (parti Démocrate) comme président des États-Unis avec 49,7 % des voix (34 221 463 voix) contre Richard Nixon (Parti Républicain) 49,5 % (34 108 583 voix), et devenant le plus jeune Président des États-Unis (70 % des Noirs américains auraient voté pour lui), à l’issue de la plus grande campagne électorale de l’histoire du pays (37 % d’abstentions).
- 14 novembre : Ruby Bridges est la première enfant noire à aller dans une école pour enfants blancs (William Frantz Elementary School).

## Économie et société
- Début de récession. Ralentissement de la croissance.
- Les États-Unis comptent 180 millions d’habitants. La population active est composée de 9 % de fermiers, 33 % d’ouvriers, 48 % dans le tertiaire. 36 % des femmes de plus de 16 ans (23 millions) sont salariées. 20 millions de syndiqués.
- 504,4 milliards de dollars de PNB. La production industrielle est passée de l’indice 65 en 1945 à l’indice 110. La productivité a crû de 35 à 40 %. 31,8 milliards de dollars sont investis à l’étranger (35 % produits manufacturés, 34 % pétrole, 9 % matières premières, 22 % tertiaire).
- 187 des 500 firmes les plus importantes (40 % des ventes nationales) sont des entreprises multinationales.
- 1,2 % d'inflation
- Le budget fédéral atteint 81,5 milliards de dollars.
- Les dépenses publiques représentent 92,2 milliards de dollars
- Le budget militaire est de 47,4 milliards de dollars.
- 4,4 milliards de dollars affectés aux dépenses sociales.
- Excédent budgétaire de 1,2 milliard.
- 5,5 % de chômeurs
- 22,5 % de la population vit sous le seuil de pauvreté.
- 23 % des dépenses de santé sont financées sur fonds publics.

## Vietnam
- 2 000 conseillers militaires américains déployés au Sud-vietnam

## Naissances en 1960
- Jeannette Walls : 21 avril 1960